# (39301) 2001 OB100
(39301) 2001 OB100 est un objet de la ceinture principale d'astéroïdes extérieure découvert en 2001.

## Description
(39301) 2001 OB100 a été découvert le 27 juillet 2001 à la Station Anderson Mesa, un des deux sites d'observation de l'observatoire Lowell en Arizona (États-Unis), par le programme Lowell Observatory Near-Earth-Object Search (LONEOS).

### Caractéristiques orbitales
L'orbite de cet astéroïde est caractérisée par un demi-grand axe de 4,0 ua, un périhélie de 3,12 ua, une excentricité de 0,22 et une inclinaison de 3,33° par rapport à l'écliptique. Du fait de ces caractéristiques, à savoir un demi-grand axe entre 3,2 et 4,6 ua, il est classé, selon la JPL Small-Body Database, comme objet de la ceinture principale d'astéroïdes extérieure.

### Caractéristiques physiques
(39301) 2001 OB100 a une magnitude absolue (H) de 12,8 et un albédo estimé à 0,223.